# Clube Itajubense
Clube Itajubense é um clube recreativo e desportivo localizado na cidade de Itajubá, no estado brasileiro de Minas Gerais.
Fundado em 29 de junho de 1897 como "Club Litterario e Recreativo Itajubense", tornou-se ao longo dos anos, uma entidade história da cidade.

## Prédio histórico
Sua sede, localizada na praça central da cidade (Praça Theodomiro Santiago), é tombada pelo patrimônio municipal desde 1998. Sua arquitetura eclética é inspirada no Petit Trianon do Palácio de Versailles e foi remodelado nestes moldes em 1927, depois de uma reforma completa do prédio original da sede, inaugurado em 1897. Além da arquitetura clássica, possui painéis pintados em suas paredes pelo artista plástico holandês Henk Asperslagh, executado na década de 1950. Outra particularidade é uma escada em caracol feita de madeira encaixada, elaborado e executado na reforma de 1927.